# Bogserbåten Pontus
Bogserbåten Pontus är en så kallad "traktorbåt", ibland kallad monitor, en typ av liten arbetsbåt i stål, som utvecklades av Lidwall & Söner AB i Leksand som timmerknuffare för att rangera timmer.
Lidwall & Söner AB byggde 45 traktorbåtar 1959–1987. Deras längd var 5,30–5,70 meter och bredden 2,6 meter. De vägde 4,5 ton.

## Traktorbåtar
Traktorbåtar utvecklades efter det att flottningschefen för Klarälvens flottningsförening hade rest till Kanada och där studerat kanadensiska motorstarka rundade arbetsbåtar i trä, vilka användes för att arbeta med flytande timmer. Lidwalls utvecklade därefter traktorbåttypen med en kanadensisk "Bulldozer" med en 115 hästkrafters bensinmotor som förebild. De svenska fartygen försågs normalt med 30-49 hästkrafters Bolinder-Munktelldieselmotorer. 
Traktorbåtarna fanns i två undertyper: 
- Typ 1, 5,30 meter lång, med en Bolinder Munktell 1035 på 30 hästkrafter
- Typ 2, 5,70 meter lång, med en starkare motor

Båten var specialiserad för timmerrangering, kort och bred med stort roder och stor propeller. Den hanterades av en person.
Lidwalls byggde 45 traktorbåtar, varav några exporterades till Norge. Pontus levererades 1961 som Preja 8 till Dalälvarnas Flottningsförening i Gysinge. Hon såldes 1972 till Siljanssågen i Mora.